# Blackburn BT-1 Beagle
Pour les articles homonymes, voir Beagle (homonymie).
Le Blackburn BT-1 Beagle est un avion militaire britannique de l'entre-deux-guerres demeuré à l'état de  prototype.

## Historique
En 1925 l'Air Ministry britannique lança un programme relatif à un bombardier-torpilleur de jour destiné à la Royal Air Force sous la désignation de Specification 23/25. Cinq avionneurs y répondirent avec des modèles tous très différents les uns des autres. Quatre étaient des biplans et le cinquième un monoplan parasol : le Blackburn BT-1 Beagle, le Gloster Goring (en), le Handley Page HP.34 Hare (en), le Hawker Harrier, et le Westland Witch (en).
Un prototype de chaque fut commandé. Les essais en vol du Blackburn BT-1 Beagle démontrèrent une forte sous-motorisation. De ce fait l'avion vit son moteur modifié. On lui installa un Bristol Jupiter Mk-X F de 590 chevaux. Cependant là encore l'avion ne correspondait pas aux attentes des militaires.
À l'instar de ses concurrents il ne fut jamais commandé en série et demeura à l'état d'avion expérimental.

## Aspect technique
Le Blackburn BT-1 Beagle se présente sous la forme d'un biplan biplace en tandem de construction mixte bois entoilé et métal. Sa propulsion est assurée par un moteur en étoile et il dispose d'un train d'atterrissage classique fixe ainsi que d'une roulette de queue.